# I sogni di Pinocchio
I sogni di Pinocchio (Pinocchio and the Emperor of the Night) è un film d'animazione del 1987 diretto da Hal Sutherland. La storia è un seguito del romanzo Le avventure di Pinocchio di Carlo Collodi.

## Trama
Un anno dopo essere stato reso umano dalla Fata Turchina, Pinocchio festeggia il suo primo compleanno con papà Geppetto. La Fata appare alla festa e ricorda a Pinocchio di non dare per scontata la libertà, perché così come è stato difficile ottenerla è molto facile perderla; gli dice inoltre di contare sempre sull'amore, che è il dono più potente del mondo. Prima di andarsene, la Fata dà vita a una delle sculture di legno intagliate da Pinocchio, il grillo Willikers, che gli farà da coscienza. Al termine della festa, Pinocchio si offre di consegnare al sindaco della città un prezioso scrigno portagioie intagliato da Geppetto; lungo la strada, tuttavia, incontra i truffatori Scalawag (un procione) e Igor (una scimmia), che con l'inganno lo portano a scambiare lo scrigno con un rubino falso. Geppetto, furibondo, litiga con Pinocchio; il bambino, al colmo della vergogna, ignora i consigli di Willikers e scappa di casa, intenzionato a trovarsi un lavoro e ricomprare lo scrigno.
Pinocchio scopre che in città è arrivato un sinistro luna park, e vi si reca per cercare lavoro. Qui rimane affascinato da una marionetta bionda di nome Twinkle, manovrata dall'inquietante burattinaio Pupazettino; questi riconosce Pinocchio e usa Twinkle per farlo cadere in trappola: l'uomo suona infatti un organetto stregato, che costringe Pinocchio a ballare in modo incontrollabile e a ritrasformarsi in un burattino inanimato, al quale Pupazzettino attacca delle corde a mani e piedi, per poi appenderlo accanto a Twinkle. Dopo che Pupazzettino è andato via ricompare la Fata Turchina, che risveglia Pinocchio, gli ridà forma umana e gli ricorda l'importanza di scegliere con accortezza.
Ancora intenzionato a recuperare lo scrigno, Pinocchio incontra nuovamente Scalawag e Igor, che lo informano che il prezioso oggetto è stato portato al luna park, che nel frattempo è stato smontato e caricato su un gigantesco battello a vapore; i tre rubano una barca e si mettono al suo inseguimento. In realtà i due truffatori progettano di consegnare Pinocchio a Pupazzettino in cambio di una ricompensa, ma quando Pinocchio li salva da un luccio gigante, cambiano idea e diventano suoi amici. Poco dopo, tuttavia, i tre vengono catturati e portati nel battello a vapore. Nel frattempo Willikers, dopo aver vissuto una serie di avventure nel Paese degli Insetti insieme al tenente-calabrone Grumblebee, si ricongiunge a Pinocchio un attimo prima di essere catturato.
Scalawag si rende conto che la nave è in realtà l'Impero della Notte, un regno dove il male regna incontrastato. Un barcaiolo si offre di mostrare a Pinocchio la strada che porta allo scrigno, separandolo da Scalawag e Igor. Giunti a una caverna buia, il barcaiolo dice che lo scrigno si trova all'estremità opposta, dopo un sentiero oscuro; Pinocchio viene però attratto da un sentiero più luminoso, da cui proviene della musica allegra: il barcaiolo gli dice che si tratta della Terra dove i Sogni diventano Realtà. Senza rifletterci, Pinocchio chiede di intraprendere quel sentiero, e viene portato così in un locale pieno di bambini che fanno festa. Un portiere dice a Pinocchio che può rimanervi a giocare se firma un contratto, e lui, entusiasmato, firma senza pensare alle conseguenze. Una volta dentro, Pinocchio beve una bevanda verde che gli provoca allucinazioni e annulla la sua volontà: improvvisamente si risveglia sulla pista di un circo, dove un direttore gli dice che i suoi fan lo stanno aspettando, costringendolo a ballare. Scalawag e Igor raggiungono Pinocchio e cercano in ogni modo di farlo rinsavire, ma vengono trascinati via mentre lui è impegnato a danzare con una visione di Twinkle. Al termine dello spettacolo, Pinocchio si inchina tra applausi scroscianti.
Appare Pupazzettino, pronto a impadronirsi di Pinocchio; il barcaiolo, il portiere e il direttore del circo si rivelano invece la stessa persona: si tratta dell'Imperatore della Notte, un essere privo di corpo e con quattro braccia, nemesi giurata della Fata Turchina. Questi rivela a Pinocchio che il pubblico che aveva assistito allo spettacolo era composto da burattini che un tempo erano dei bambini veri, colpevoli di aver ceduto la propria libertà senza curarsi delle conseguenze. L'Imperatore chiede a Pinocchio di firmare un contratto che lo renderà di nuovo un burattino: questo indebolirà la Fata Turchina fino a farla morire. Pinocchio rifiuta e viene imprigionato con Scalawag e Igor; l'Imperatore, inoltre, mostra a Pinocchio lo scrigno, nel quale il mostro ha rinchiuso Geppetto dopo averlo rapito e rimpicciolito. A quel punto, Pinocchio si offre di firmare il contratto se l'imperatore libererà Geppetto e gli altri; l'Imperatore accetta, e Pinocchio si trasforma di nuovo in un burattino.
Pinocchio fugge con i suoi amici mentre l'Imperatore punisce Pupazzettino trasformandolo in un burattino, che viene poi bruciato. Il malvagio Imperatore intrappola poi il gruppo, e promette che sarà Geppetto a pagare per le scelte sbagliate di Pinocchio; a quel punto Pinocchio gli si rivolge contro, improvvisamente avvolto da un'aura blu come la Fata Turchina. L'Imperatore tenta di bruciare vivo Pinocchio, ma ottiene solo di incendiare la nave; Pinocchio si trasforma in una sfera blu e si tuffa nella figura fiammeggiante dell'Imperatore, distruggendo lui e la sua nave.
Il gruppo, ormai in salvo, approda su una riva: Geppetto torna, Scalawag e Igor sono redenti e Pinocchio è di nuovo un bambino vero. Appare la Fata, che con orgoglio dice a Pinocchio che non ha più bisogno di lei: dopo aver riconsegnato lo scrigno a Geppetto, trasforma anche Twinkle in una bambina vera, poi scompare. Geppetto, Pinocchio e Twinkle si dirigono felici verso la loro nuova vita.

## Produzione
La pellicola è stata prodotta dalla Filmation, che a metà degli anni '80 aveva annunciato la produzione di 13 film d'animazione sequel di altrettanti classici per l'infanzia; sebbene non fosse dichiarato, i film erano stati concepiti anche come seguiti non ufficiali dei Classici Disney: i primi due film messi in cantiere erano infatti Biancaneve e le Sette Nane, che sarebbe dovuto uscire in occasione del cinquantesimo anniversario del film del 1937, e Pinocchio 2, sequel non ufficiale del lungometraggio Disney del 1940. I film in questione erano rispettivamente il primo e il secondo Classico Disney, dunque il parallelismo era evidente; altri film annunciati erano Cenerentola 2, Bambi 2 e Alice ritorna nel Paese delle Meraviglie.
In seguito all'annuncio di questa operazione, la Disney citò in giudizio la Filmation per infrazione del diritto d'autore sui Classici; questo comportò la posticipazione di Biancaneve 2, che dovette essere distribuito come secondo film e con pesanti limitazioni nella promozione e nel character design. La Filmation presentò invece Pinocchio 2 come sequel ufficiale del romanzo originale di Carlo Collodi, che già all'epoca era di pubblico dominio. Pinocchio 2 fu quindi il primo film a essere distribuito, nel 1987, mentre Biancaneve - E vissero felici e contenti uscì l'anno successivo; le controversie legali portarono tuttavia all'abbandono definitivo del progetto.

## Distribuzione
Pinocchio and the Emperor of the Night uscì in America il giorno di Natale del 1987. A causa degli scarsi incassi, rimase nelle sale per sole due settimane, poi venne distribuito in videocassetta già ad aprile del 1988.
In Italia il film uscì nelle sale nel febbraio 1989, e nel novembre dello stesso anno fu distribuito in VHS dalla Stardust. Nel 1990 fu edito in VHS da DeAgostini con il semplice titolo Pinocchio all'interno della collana editoriale Le mille e una fiaba. Questa edizione presenta il taglio dell'intera sequenza nella Città degli Insetti e una durata ridotta a 61 minuti.

## Accoglienza
Alla sua uscita, il film fu accolto da recensioni generalmente negative. Le critiche si concentrarono sulla qualità dell'animazione, ritenuta inadatta a un film per il grande schermo, e sulla trama, considerata un rifacimento poco ispirato della storia originale.
Maggiore apprezzamento ottennero la colonna sonora e il character design.